# Majemite Omagbaluwaje
Majemite Omagbaluwaje (10 de junio de 1969) es un deportista nigeriano que compitió en judo. Ganó dos medallas en los Juegos Panafricanos de 1999, oro en –81 kg y  bronce en la categoría abierta.

## Palmarés internacional
| Juegos Panafricanos | Juegos Panafricanos       | Juegos Panafricanos | Juegos Panafricanos |
| Año                 | Lugar                     | Medalla             | Categoría           |
| ------------------- | ------------------------- | ------------------- | ------------------- |
| 1999                | Johannesburgo (Sudáfrica) | Medalla de oro      | –81 kg              |
| 1999                | Johannesburgo (Sudáfrica) | Medalla de bronce   | Abierta             |